# Ophion albopictus
Ophion albopictus es una especie de insecto del género Ophion, familia Ichneumonidae.
Fue descrito por primera vez en 1878 por Smith.